# St. George (Maine)
St. George è un comune degli Stati Uniti d'America, situato nello Stato del Maine, nella contea di Knox.